# Science and Faith
Science and Faith (tên gốc: Scientia et Fides) là một tạp chí khoa học và công nghệ của Ba Lan, được xuất bản bởi Khoa Thần học của Đại học Nicolaus Copernicus, ở Torun, phối hợp với Nhóm Nghiên cứu “Khoa học, Lý trí và Đức tin” (CRYF), tại Đại học Navarra. Tạp chí là nơi xuất bản các công trình nghiên cứu khoa học ở các lĩnh vực liên ngành, đề cập đến các quan điểm nghiên cứu về mối quan hệ giữa khoa học và đức tin, giữa khoa học xã hội và tôn giáo. Tạp chí xuất bản bằng tiếng Anh, tiếng Tây Ban Nha, tiếng Ba Lan, tiếng Pháp, tiếng Ý và tiếng Đức, một năm có hai tập.

## Mã số xuất bản
- ISSN: 2300-7648 (bản in)
- eISSN: 2353-5636 (bản điện tử)
- GICID: 71.0000.1500.1806
- DOI: 10.12775
- Nhà xuất bản: Đại học Nicolaus Copernicus, ở Torun

## Chỉ số ảnh hưởng
- Chỉ số IF (Impact Factor) năm 2019: 1.2[2]
- Chỉ số SJR (Scimago Journal Rank) năm 2019: 0.168[3]
- Chỉ số SNIP (Source Normalized Impact per Paper) năm 2019: 0.687[3]
- Chỉ số Scopus CiteScore năm 2019: 0.4[3]
- Chỉ số H Index năm 2019: 3[4]
- Danh mục tạp chí SCIE năm 2019: Nhóm Q2[4]
- Archives of Materials Science and Engineering được lập chỉ mục trích dẫn khoa học ở các cơ sở dữ liệu: ERIH Plus, ICI Journals Master List/ICI World of Journals, Scopus, ISI Web of Science (WoS), PBN/POL-Index, Directory of Open Access Journals (DOAJ), Google Scholar[5]

## Ban biên tập
- Tổng biên tập: Piotr Roszak, Đại học Nicolaus Copernicus, Toruń, Ba Lan
- Phó Tổng biên tập: Rubén Herce Fernández, Đại học de Navarra, Pamplona, Tây Ban Nha
- Thư ký: Mirosława Buczyńska, Nhà xuất bản Đại học Nicolaus Copernicus, Toruń, Ba Lan